# Pfünz (Altmühl)
Die Pfünz ist ein weniger als drei Kilometer langer Bach der südlichen Frankenalb im Landkreis Eichstätt in Bayern, der gegenüber der Waltinger Almosmühle von rechts und Süden in die untere Altmühl mündet. Der Bach läuft in einer Talrinne, die oberhalb seines gewöhnlichen Ursprungs sich als Pfünzer Tal weitere etwa 7 km bergwärts zieht, darüber wiederum fließt in der flacheren Hochebenenmulde der über drei Kilometer lange Pfünzer Bach.

## Geographie

### Verlauf
Die Pfünz entsteht gewöhnlich auf etwa 389 m ü. NN etwa 1,7 km südöstlich der Ortsmitte des Dorfes Pfünz der Gemeinde Walting am Zusammenlauf eines trockenen südöstlichen Obertals Wirtsgrund, weiter oben Töchtertal, sowie eines merklich längeren südwestlichen trockenen Obertals Pfünzer Tal. Von hier aus fließt der Bach auf Pfünz zu, durchquert es und tritt dabei in die rechte Altmühlaue aus. Wenig danach mündet sie, in einem Altarm des Flusses laufend, von rechts und Süden auf 382 m ü. NN gegenüber der Almosmühle der Gemeinde in die untere Altmühl.

### Einzugsgebiet
Der für sein – oberflächliches – Einzugsgebiet von etwa 47 km² mit 2,6 km gewöhnlicher Länge recht kurze Bach entwässert einen Teil der verkarsteten südlichen Frankenalb nordwärts zur unteren Altmühl. Er konkurriert im Norden auf ganzer Länge mit der nahen Altmühl selbst, im Osten mit dem Trockentalsystem des ebenfalls nördlich zur Altmühl ziehenden „Arnsbacher“ Schambachs, der erst im Mitteltal Wasser führt. Jenseits der südlichen Wasserscheide liegen die nächsten permanent abführenden Wasserläufe teils noch ferner, es sind die ostsüdöstlich in Richtung Donau ziehenden Läufe des Wettstettener Manterinbachs auf einen kurzen Abschnitt an der Südostecke und auf längerem des Eitensheimer Retzgrabens, welche beide über den Mailinger Bach die Donau erreichen. Auf dem mittleren und westlichen Teil der Südgrenze jedoch entwässert der linke Schutter-Seitengraben Stabwiesengraben südlich von Buxheim über eine Folge sie begleitender Gräben und die Schutter selbst in die Donau. Vor der Westseite des Einzugsgebietes findet sich lange gar kein Wasserlauf, das nächste, völlig trockene Talsystem des Kindertals führt wieder nordwärts zum Altmühltal bei Wasserzell.
Höchste Erhebung ist der 530 m ü. NN hohe Stadtberg an der nördlichen Wasserscheide, der sich steil über dem Eichstätter Weiler Pietenfeld an der Leithen im Altmühltal erhebt. An der südlichen erreicht der Hellerberg östlich von Adelschlag 503 m ü. NN. Auf der waldfreien Hochebene liegt das Terrain sonst häufig über 450 m ü. NN, fast immer über 420 m ü. NN.
Rund die Hälfte des Einzugsgebietes ist bewaldet, dieser Teil liegt recht kompakt meist um die eingeschnittenen Täler, die offenen Anteile dagegen überwiegend auf der Hochebene östlich und westlich davon. Die Siedlungsplätze im Einzugsgebiet liegen in den noch sehr flachen Hochflächenmulden der abwärts tiefer eingeschnittenen Trockentäler, es sind die Dörfer Hofstetten im Nordosten, Hitzhofen mit dem angewachsenen Oberzell im Südosten, alle drei zur Gemeinde Hitzhofen gehörend, sowie die Adelschlager Dörfer Adelschlag selbst im Südwesten und Pietenfeld im Nordwesten. Das Dorf Pfünz der Altmühltalgemeinde Walting am Talausgang der Pfünz liegt überwiegend im Einzugsgebiet. Ein im Süden hereinragender Gebietskeil der Gemeinde Buxheim  ist unbewohnt und meist bewaldet.

### Offene Oberlaufabschnitte
- Von der Kläranlage Hitzhofens am südöstlichen Ortsrand auf etwas unter 440 m ü. NN läuft ein Graben etwa 1,1 km[3] weit südwestlich und endet dann im Bereich eines baumumstandenen Kleinweihers.
- Westlich von Adelschlag beginnt neben der Bahnstrecke München–Treuchtlingen der Lauf des ca. 3,2 km[3] langen Pfünzer Bachs, der nach ostsüdöstlichem Durchlaufen des Dorfs am Westfuß des Hellerberges kurz nach dem Eintritt in den Talwald des Pfünzer Tals in schon merklicher Mulde auf unter 420 m ü. NN versickert. Der anschließende Trockentalabschnitt bis zum gewöhnlichen Ursprung der Pfünz ist mit ca. 7,0 km[3] auf dem Talweg der längste im Trockentalsystem.
- Vom Ostrand des Biesenharder Forts fließt der Mulde des Pfünzer Bachs wenig unterhalb Adelschlags eine südsüdwestliche zu, in der erst ca. 1,0 km lang ein offener Graben läuft, dann ab der Erzgrube weitere 1,1 km unterirdisch fließt, schließlich weitere 0,9 km wieder offen, um dann in der Bolusgrube endgültig zu verschwinden. Der Pfünzer Bach ist hier nur noch etwa 0,3 km entfernt.[3] Auf dem lauflosen Abschnitt liegen ein ca. 1,0 ha[5] großer Weiher und zwei kleinere.
- Ein 1,1 km[3] langer Graben südlich von Piethofen zieht südwestlich bis zum Waldrand und endet dort links des Pfünzer Tals und im Nordwesten des Hellerbergs.
- Vom Süden Pietenfelds auf ca. 450 m ü. NN läuft ein Wasserlauf ca. 1,8 km[3] weit südöstlich bis auf den Grund des Pfünzer Tals und endet dort auf etwas unter 415 m ü. NN.
- Schließlich fließt vom mittleren östlichen Dorfrand Piethofens anfangs entlang der Allee ein Graben 1,8 km[3] weit nach Osten und endet am Waldrand auf ca. 430 m ü. NN, in dem nah einige Dolinen liegen.